# Distichodus hypostomatus
Distichodus hypostomatus är en fiskart som beskrevs av Pellegrin, 1900. Distichodus hypostomatus ingår i släktet Distichodus och familjen Distichodontidae. IUCN kategoriserar arten globalt som livskraftig. Inga underarter finns listade i Catalogue of Life.